# Rez
Rez (anche noto con i nomi in codice K-Project, Project Eden o Vibes) è un videogioco di genere sparatutto per Sega Dreamcast e PlayStation 2. Nel 2008 è stata distribuita per Xbox 360 la versione ad alta definizione del videogioco con il titolo Rez HD e nel 2016 è stata realizzata una conversione per PlayStation VR denominata Rez Infinite.

Un prequel del videogioco, dal titolo Child of Eden, è stato pubblicato nel 2011 per Xbox 360 e PlayStation 3.

## Trama
Il gioco è ambientato all'interno del computer futuristico Supernetwork, chiamato K-Project, controllato da un'intelligenza artificiale chiamata Eden. Eden è rimasta sopraffatta dalla enorme quantità di conoscenze raccolte in rete, facendola dubitare del significato della sua esistenza e inserire una sequenza di spegnimento, che creerebbe problemi catastrofici ovunque se dovesse essere in grado di completarla.
Il giocatore interpreta il capo degli hacker, ed ha il compito di riavviare Eden e distruggere qualsiasi virus o firewall che interferiscano con la sua missione.
Il nome K-Project e gran parte della visuale del gioco e della trama derivano dal pittore russo Wassily Kandinsky, il cui nome è citato alla fine dei crediti di gioco, mentre il nome Rez è stato ispirato dalla canzone Rez degli Underworld, prodotta nel 1993 e non presente negli album del gruppo se non successivamente nella raccolta "1992–2012 The Anthology".

## Trance Vibrator

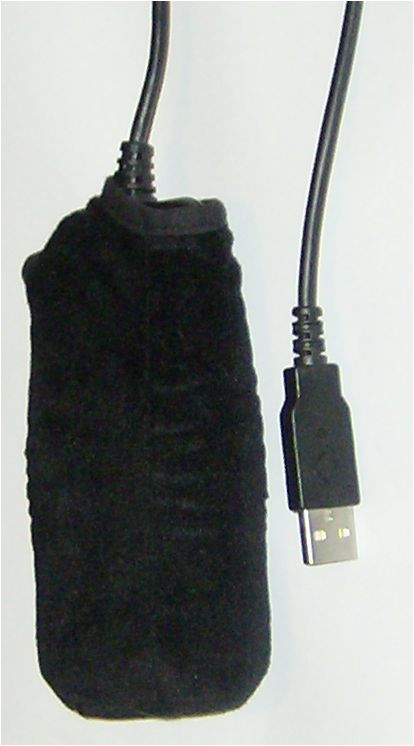
Trance Vibrator

Il gioco fa affidamento sul sistema di vibrazioni per aumentare l'immersività, per il Dreamcast si può utilizzare l'accessorio per il controller, Per la Playstation 2 il controller DualShock 2, ma è possibile abbinare anche un sistema (controller) personalizzato creato dal team di Mizuguchi per il gioco chiamato "Trance Vibrator" sviluppato in due varianti, quali accessorio per controller Dreamcast e accessorio USB per Playstation 2.

Il Trance Vibrator è stata un'idea di Mizuguchi, iniziata come uno scherzo per migliorare la meccanica visiva del gioco, il concetto è nato insieme al piano originale per Rez quando Mizuguchi visitò l'Europa. Anche se i controller standard davano un buon feedback sulle vibrazioni, questo si trasmetteva solo alle mani. Lo scopo di Mizuguchi con il vibratore Trance era quello di consentire al giocatore di posizionarlo da qualche altra parte (in tasca nei pantaloni o sotto i piedi) a contatto con la propria pelle e sentire le vibrazioni da lì. Ha ammesso che questo si prestava a situazioni in cui poteva essere utilizzato per la stimolazione sessuale.